# Ана Комнин Дука Палеолог Асен
Ана Комнина Дукина Палеологина Асенина, позната и као Ана Синадин, је византијска племкиња из XIV века – ћерка протостратора Теодора Синадина.
Ана је представница једне од најплеменитијих породица у Цариграду – Синадина: ћерка је византијског протостратора Теодора Синадина и његове жене Евдокије Палеолог.  Година њеног рођења је непозната, али је крајем 1321. године већ била у одговарајућим годинама за удају, пошто се у децембру исте године у Адријанопољу удала за Манојла Комнина Раула Асена – унука бугарског цара Јована Асена III. Заједно са својим мужем, Ана је приказана на минијатури у фонту Цариградског манастира Пресвете Богородице Сигурне наде, који је основала њена бака Теодора Синадин. Писмо садржи неколико минијатурних портрета чланова породице Теодоре Синадине.
Ана Синадин и Манојло Раул Асен имали су једног сина, Андроника Асена, који је касније постао паниперсеваст и севастократор.
Информације о даљој судбини Ане Синадин Асен су изузетно оскудне. Начин на који је приказана и помињање у типику Теодоре Синадин, који датира око 1330. године, сугерише да је Ана у то време још била жива. Међутим, нема записа о њеној судбини између 1335. и 1341. године, када је њен муж био у затвору, а њеног сина Андроника одгајали су Јован Кантакузин и његова жена Ирина Асен, која је била сестра Манојла Асена. До 1342. године Ана Асен се анонимно помиње у историји Јована Кантакузина, али на начин који онемогућава утврђивање да ли је у то време била жива.